# IC 2118
IC 2118 (còn được gọi là Tinh vân Đầu Phù thủy do hình dáng của nó) là một tinh vân phản xạ mờ nhạt có hình dạng đặc biệt. Nó được cho là tàn dư của các ngôi sao siêu tân tinh cổ đại hoặc đám mây khí được chiếu sáng bởi ngôi sao siêu khổng lồ Rigel trong chòm sao Orion. Tinh vân này nằm trong chòm sao Eridanus, cách Trái Đất khoảng 900 năm ánh sáng. Đầu Phù thủy có màu xanh lam do các hạt bụi trong tinh vân phản xạ ánh sáng xanh tốt hơn màu đỏ. Các quan sát đã phát hiện khí thải carbon monoxide lớn trong IC 2118, cho thấy sự hiện diện của đám mây phân tử và quá trình hình thành sao trong tinh vân. Ngoài ra, đã tìm thấy ứng cử viên cho các ngôi sao thuộc dãy tiền chính và một số ngôi sao T-Tauri cổ điển sâu bên trong tinh vân.
Các đám mây phân tử trong IC 2118 nằm gần ranh giới bên ngoài của bong bóng Orion-Eridanus, một vùng chứa hydro phân tử được thổi bởi các ngôi sao khối lượng lớn trong tổ hợp Orion OB1. Quá trình hình thành sao xảy ra khi lớp vỏ siêu này mở rộng vào không gian giữa các ngôi sao. IC 2118 có hình dạng tương tự sao chổi và có mối liên hệ chặt chẽ với các ngôi sao sáng trong Orion OB1. Hướng của các đám mây sao chổi IC 2118 chứng tỏ mối quan hệ này.